# Дайош Бела

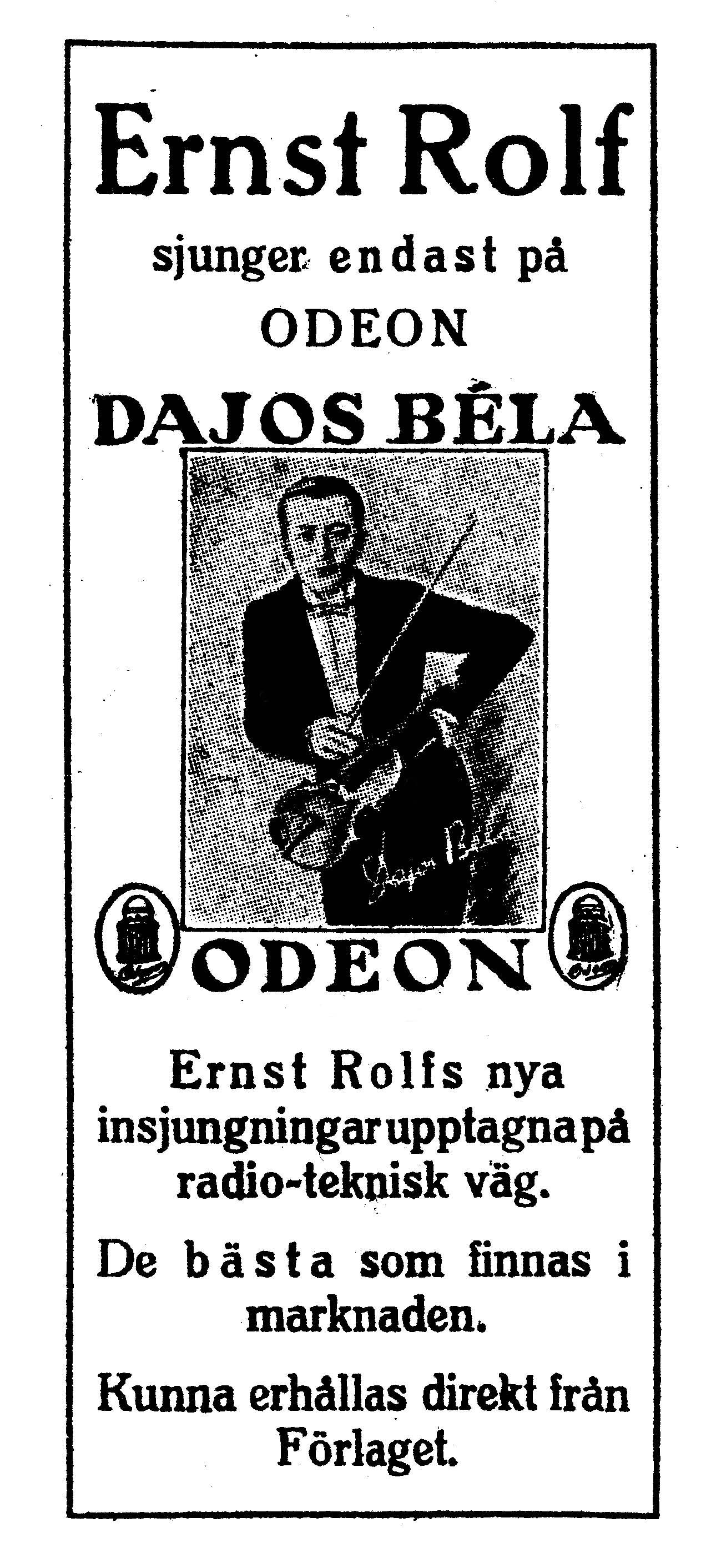

Дайош Бела (угор. Dajos Béla; справжнє ім'я Лев (Леон) Гольцман; 19 грудня 1897 — 5 грудня 1978) — німецько-аргентинський скрипаль, керівник естрадного оркестру. Уродженець Києва.

## Біографія
Лев Гольцман народився 19 грудня 1897 року в Києві Батько був єврейського походження, мати — угорка. Мати рано померла. До дев'яти років Лев Гольцман вже виступав з концертами (скрипка) у Києві.
Брав участь у Першої світовій війні, потім навчався в Москві у професора Михайла Пресса та в Берліні у професора Іссайї Бармаса. Під час навчання заробляв на хліб, виступаючи в невеликих клубах на півночі Берліна. Тоді ж він узяв собі артистичний псевдонім Дайош Бела (за однією з версій, Дайош було дошлюбним прізвищем його матері); водночас він нерідко придумував собі й інші, недовгочасні псевдоніми. Угорський псевдонім був також своєрідною даниною моді, оскільки в той час виходила велика кількість платівок з угорськими іменами виконавців.
На початку 1920-х років Дайош Бела створив свій «салонний» оркестр, з яким він став записуватися для провідних німецьких лейблів («Odeon», «Parlophone» та «Beka»). Платівки оркестру Дайоша Бели випускалися мільйонними накладами. Нарівні з Паулем Годвіном та Мареком Вебером у Дайоша Бели був один з найуспішніших німецьких оркестрів танцювальної музики 1920-х років.

Типовий репертуар його оркестру включав фокстроти, танго, вальси, диксиленди, легку класичну музику (Йоган Штраус, Ерік Маєр-Гельмунд), музику до кінофільмів.
З розвитком кінематографа Дайош Бела зі своїм оркестром часто брав участь у зйомках фільмів. Його оркестр можна побачити зокрема в таких фільмах, як «Кожен запитує про Еріку» (Jeder fragt nach Erika, 1931), «Пісня, поцілунок, дівчина» (Ein Lied, ein Kuss, ein Mädel), Гітта знаходить своє серце (Gitta entdeckt ihr Herz) та ін. Оркестр Дайоша Бели став популярним супроводом на платівках таких відомих кіноакторів, як Марта Еггерт, Макс Гансен, а також виступав також на радіо та в дорогих берлінських готелях.
1933 року Дайош Бела виїхав з гастролями в Нідерланди, Францію та Велику Британію. У зв'язку з приходом до влади нацистів, Дайош Бела, як єврей за походженням, вирішив більше не повертатися до Німеччини. 2 березня 1935 року він разом зі своїм оркестром назавжди залишив Європу й вирушив до Буенос-Айреса на виступи за контрактом з «Radio Splendid». По закінченні ангажементу працював для Radio El Mundo, де багато років вів щоденну музичну програму, окрім того виступав у танцювальних кафе Буенос-Айреса. Завдяки своїй популярності зміг добитися виїзду з Європи багатьох музикантів єврейського походження, надсилаючи їм договори для участі в його оркестрі. Таким чином від нацистського режиму було врятовано чимало єврейських музикантів. Одним з них був відомий угорський співак Тіно Дані.
На початку 1970-х років Дайош Бела відвідав Німеччину на запрошення берлінського сенату.
Помер Дайош Бела в м. Ла-Фальда (Аргентина) 5 грудня 1978 року.

## Вибрана дискографія
- Waitin’ For The Moon / Adieu, Mimi (Shimmy) (Odeon 0-1921),
- Humming / Bummel-Petrus (Intermezzo) (Odeon A 71942), 1921
- Radio-Tango / Opern-Foxtrott in Potpourri-Form (Odeon 49039), 1925
- (als Kapelle Merton): Dinah / Sevilla (Beka B.6071), 1926
- Who ? ("Du ! Wann bist du bei mir ?") / Zwei rote Rosen, ein zarter Kuss (Odeon 0-2087), Januar 1927
- Heinzelmännchens Wachtparade / Dornröschens Brautfahrt (Odeon 0-2101), 1927
- Santa Lucia / Venezia (Odeon 0-2122), 1927
- Hund och Katt / Ref. sång (Odeon D-4948), 1929
- Kennst du das kleine Haus am Michigansee / Anna Aurora (Odeon D-4975), 1929
- (als Odeon-Tanz-Orchester und Gesang): In Sanssouci, dort wo die alte Mühle steht (Odeon O-11301), 1929
- (mit Leo Frank (Gesang)): Im Rosengarten von Sanssouci, 1930